# Bohemians 1905 (futsal)
Bohemians 1905 futsal byl český futsalový klub z Prahy. Klub byl založen v roce 1987. V 1. lize klub strávil čtyři sezóny, v nichž se jednou dostal do finále (2011/12), kde ovšem podlehl suverénovi posledních let – Chrudimi. V průběhu sezóny 2012/13 klub postihly velké finanční problémy, kvůli čemuž nakonec také odešel hlavní trenér. I přes to se klub dostal do čtvrtfinále, kde podlehl Vysokému Mýtu 3:2 na zápasy. Ovšem vyřešit těžkou finanční situaci se klubu nepovedlo a následně v září 2013 bylo oznámeno ukončení činnosti klubu. Později byl klub obnoven a v roce 2021 hraje v divizi A.

## Vývoj názvů klubu
Zdroj:
- 1987 – KFC Terasy Praha
- 2008 – FC Klokani Vršovice Praha (Futsal Club Klokani Vršovice Praha)
- 2009 – Bohemians 1905 Praha
- 2011 – Bohemians 1905 futsal

## Umístění v jednotlivých sezonách
Zdroj:
Legenda: Z – zápasy, V – výhry, R – remízy, P – porážky, VG – vstřelené góly, OG – obdržené góly, +/− – rozdíl skóre, B – body, červené podbarvení – sestup, zelené podbarvení – postup, světle fialové podbarvení – přesun do jiné soutěže
| Česko (2005 – 2013) |                     |        |    |    |   |    |     |     |     |    |       |             |
| Sezóny              | Liga                | Úroveň | Z  | V  | R | P  | VG  | OG  | +/− | B  | P. ZČ | Play-off    |
| 2005/06             | 2. liga – sk. Západ | 2      | 22 | 11 | 2 | 9  | 125 | 110 | +15 | 35 | 4.    |             |
| 2006/07             | 2. liga – sk. Západ | 2      | 22 | 11 | 2 | 9  | 126 | 98  | +28 | 35 | 5.    |             |
| 2007/08             | 2. liga – sk. Západ | 2      | 22 | 16 | 0 | 6  | 138 | 91  | +47 | 48 | 3.    |             |
| 2008/09             | 2. liga – sk. Západ | 2      | 22 | 18 | 2 | 2  | 152 | 67  | +85 | 56 | 1.    |             |
| 2009/10             | 1. celostátní liga  | 1      | 22 | 5  | 4 | 13 | 68  | 92  | −24 | 19 | 10.   |             |
| 2010/11             | Jetbull futsal liga | 1      | 22 | 10 | 2 | 10 | 73  | 87  | −14 | 32 | 5.    | Čtvrtfinále |
| 2011/12             | Chance futsal liga  | 1      | 22 | 15 | 1 | 6  | 105 | 64  | +41 | 46 | 3.    | Finále      |
| 2012/13             | Chance futsal liga  | 1      | 22 | 14 | 2 | 6  | 122 | 72  | +50 | 44 | 4.    | Čtvrtfinále |